# Rezolucja Rady Bezpieczeństwa ONZ nr 1697
Rezolucja Rady Bezpieczeństwa ONZ nr 1697 została uchwalona 31 lipca 2006 podczas 5501. posiedzenia Rady.
Rada przedłuża mandat Tymczasowych Sił Zbrojnych ONZ w Libanie (UNIFIL) do 31 sierpnia 2006 i jednocześnie apeluje do wszystkich stron o respektowanie immunitetów oraz zapewnienie bezpieczeństwa personelowi UNIFIL i innych agend ONZ na terenie Libanu.